# Lord Belial
Lord Belial est un groupe suédois de black metal, originaire de Trollhättan.

## Histoire
En hiver 1992, les frères Thomas « Dark », Anders « Bloodlord » et Micke « Sin » Backelin forment le groupe avec Niclas « Vassago » Andersson de Trollhättan et l'appellent Lord Belial. Deux démos sont ensuite publiées avant que No Fashion Records ne signe avec le groupe en 1993. La même année, les musiciens s'installent dans le studio d'enregistrement pour enregistrer leur premier album, Kiss the Goat, qui ne sortira que deux ans plus tard.
Le groupe, qui se fait connaître dans toute l'Europe grâce à son mélange musical de black et death metal, et sort son deuxième album deux ans plus tard, intitulé Enter the Moonlight Gate. Il est suivi d'une tournée avec Disfear et Dismember. Malgré d'autres offres de tournée, les musiciens se sont retirés pour travailler sur de nouveaux morceaux pour leur troisième album, qui devait sortir en 1999 sous le nom de Unholy Crusade,. Pendant leur tournée en tête d'affiche, Vassago a quitté le groupe et a été remplacé par Fredrik Wester à la guitare électrique. Avec Wester, le groupe enregistre l'album Angelgrinder, sorti en 2002. Peu de temps après, Vassago revient dans le groupe. S'ensuit une tournée de concerts avec Corporation 187 et Satanic Slaughter. Peu après la fin de cette tournée, Wester quitte le groupe pour des raisons de temps.
Au cours des années suivantes, le groupe fait face à de fréquents changements de line-up (formation). Ainsi, le batteur « Sin » est d'abord remplacé par Daniel Moilanen, avant que Vassago ne quitte définitivement le groupe. Pendant le travail sur l'album The Seal of Belial, Moilanen décide de quitter Lord Belial. Sin revient au sein du groupe en tant que batteur, ce qui a permis de terminer l'enregistrement et de sortir l'album en 2004. Au moment de la sortie de l'album, un nouveau guitariste soliste, Hjalmar Nielsen, rejoint le groupe. Le groupe est passé chez Regain Records et sort trois autres albums et une compilation entre 2005 et 2008 : Nocturnal Beast, Revelation - The 7th Seal, The Black Curse et Ancient Demons.
En mai 2021, le groupe signe un contrat avec Hammerheart Records. Rapture, leur neuvième album studio, est annoncé pour le 27 mai 2022.

## Style musical
Le style musical de Lord Belial peut être qualifié de black metal classique de l'école scandinave sur les premières œuvres, des influences musicales d'Iron Maiden et de Mercyful Fate ayant été identifiées dès le deuxième album Enter the Black Gate. Steve Huey d'AllMusic décrit les albums Kiss the Goat et The Unholy Crusade comme un mélange de black/death metal,. Le style musical se situe principalement dans la zone mid-tempo. L'écriture des chansons est décrite comme complexe. Jackie Smit de Chronicles of Chaos décrit la première décennie du groupe comme une tentative d'imiter des groupes comme Dissection. Les influences de Dissection sont également mentionnées dans d'autres descriptions de style,. Chez Metallian, Angelgrinder est décrit comme un death metal suédois avec des éléments à la Vomitory et Necrophobic.
Selon une critique de l'album The Seal of Belial sur Metal1.info en 2013, celui-ci contient du black metal mélodique, soutenu par l'utilisation de claviers et de voix féminines par phases. Selon Smit, le successeur Nocturnal Beast parait surprenant, bien que le changement de style convienne bien au groupe. Les meilleurs moments de Revelation vont, selon Anna Tergel, dans le sens de Necrophobic, et l'on peut également entendre des réminiscences de Testament (l'unisson) et At the Gates. The Black Curse devrait, selon le groupe, « être encore un peu plus agressif et rapide » que les albums précédents. Comme les guitares et la basse sont jouées sur des fréquences similaires, la batterie sonne « un peu étouffée » dans le mixage, ce que Philip de Metal.de a critiqué ; cependant, du point de vue de Thomas Backelin, « tout s'accorde en fait très bien sur l'album. » L'album devrait « sonner un peu plus brut [...] et un peu plus primitif qu'avant. »
L'album de retour Rapture, qui sortira en 2022, est également comparé à Dissection par Roel de Haan de Lords of Metal. Moritz Grütz de Metal1.info mentionne dans sa critique des éléments musicaux de black doom dans le spectre des musiciens.

## Textes et idéologie
Thomas Backelin écrit « habituellement sur des choses qui m'intéressent », comme les formules sataniques, la mythologie grecque,, les religions romaine ou babylonienne,, la mort, l'obscurité, la guerre,, la destruction et « des aspect[s] sombre[s] de la mythologie et de l'histoire. » Le groupe a « toujours eu un fort accent antireligieux. » Selon Thomas Backelin, aucun membre de Lord Belial « n'a adopté le satanisme comme mode de vie. On est tous contre la religion en général. » Pour lui, le satanisme est aussi une religion, mais il trouve néanmoins « de nombreux aspects du satanisme très fascinants. » Il vit selon son propre idéal et ses propres opinions.
Metallian décrit Lord Belial comme un « groupe de death metal suédois à la réputation xénophobe. » La chanson Purify Sweden n'a pas été publiée par No Fashion Records à l'époque étant considérée raciste ou de droite. Thomas Backelin fait remarquer que les paroles sont simplement pleines de haine envers les religions,, ce qui, à sa connaissance, n'est pas la même chose que la « race », et qu'elles sont « une prise de position contre le pot-pourri religieux [sic] qui existe en Suède. » Il est également « fondamentalement [...] peu intéressé par la politique. Le gouvernement et la religion ont beaucoup en commun : tous deux sont remplis de fausses prostituées qui ne répandent que des mensonges. »

## Discographie
- 1993 : The Art of Dying (démo)
- 1994 : Into the Frozen Shadows (démo)
- 1995 : Kiss the Goat (album, No Fashion Records)
- 1997 : Enter the Moonlight Gate (album, No Fashion Records)
- 1999 : The Unholy Crusade (album, No Fashion Records)
- 2002 : Doomed by Death (split avec Runemagick, Aftermath Music)
- 2002 : Angelgrinder (album, No Fashion Records, Hellion Records, Floga Records)
- 2003 : Scythe of Death (EP, Metal Fortress)
- 2004 : The Seal of Belial (album, Candlelight Records, Regain Records)
- 2005 : Nocturnal Beast (album, Regain Records)
- 2007 : Revelation – The 7th Seal (album, Regain Records)
- 2008 : Ancient Demons (compilation, Regain Records)
- 2008 : The Black Curse (album, Regain Records)
- 2014 : Black Metal (coffret)
- 2020 : Wrath of Belial (compilation, Vic Records)
- 2022 : Rapture (album, Hammerheart Records)